# Giải vô địch bóng đá nữ U-20 thế giới
Giải vô địch bóng đá nữ U-20 thế giới (tiếng Anh: FIFA U-20 Women's World Cup) là giải đấu bóng đá nữ quốc tế được tổ chức bởi FIFA dành cho các đội tuyển nữ quốc gia dưới 20 tuổi. Giải đấu được tổ chức 2 năm 1 lần và là giải đấu lớn nhất dành cho các cầu thủ nữ trẻ trên thế giới. Giải được tổ chức lần đầu vào năm 2002 với giới hạn độ tuổi là 19 tuổi. Từ năm 2006, giải đấu được tổ chức dành cho các nữ tuyển thủ quốc gia dưới 20 tuổi.
Kể từ năm 2010, quyền đăng cai các giải đấu U-20 nữ tổ chức vào năm liền trước năm tổ chức Giải vô địch bóng đá nữ thế giới sẽ được trao cho quốc gia chủ nhà của cúp thế giới nữ năm đó. Lúc này giải bóng đá nữ U-20 thế giới sẽ là giải đấu tập dượt cho vòng chung kết World Cup nữ, giống vai trò của Cúp Liên đoàn các châu lục đối với World Cup nam.
Triều Tiên hiện là đương kim vô địch, đội đã giành chức vô địch thứ ba tại giải đấu năm 2024 ở Colombia.

## Vòng loại
Mỗi liên đoàn thành viên sẽ tổ chức vòng loại riêng (thường lấy giải vô địch châu lục là vòng loại).
| Liên đoàn châu lục                 | Giải                                                 |
| ---------------------------------- | ---------------------------------------------------- |
| AFC (Châu Á)                       | Giải vô địch bóng đá nữ U-19 châu Á                  |
| CAF (Châu Phi)                     | Giải vô địch bóng đá nữ U-20 châu Phi                |
| CONCACAF (Bắc, Trung Mỹ và Caribe) | Giải vô địch bóng đá nữ U-20 Bắc, Trung Mỹ và Caribe |
| CONMEBOL (Nam Mỹ)                  | Giải vô địch bóng đá nữ U-20 Nam Mỹ                  |
| OFC (Châu Đại Dương)               | Giải vô địch bóng đá nữ U-20 châu Đại Dương          |
| UEFA (Châu Âu)                     | Giải vô địch bóng đá nữ U-19 châu Âu                 |

## Kết quả
- Tên giải
  - 2002–2004: "Giải vô địch bóng đá nữ U-19 thế giới" (FIFA U-19 Women's World Championship)
  - 2006: "Giải vô địch bóng đá nữ U-20 thế giới" (FIFA U-20 Women's World Championship)
  - 2008–nay: "Giải vô địch bóng đá nữ U-20 thế giới" (FIFA U-20 Women's World Cup)
- Chú thích
  - h.p – sau khi thời gian hiệp phụ kết thúc
  - b.t.v – sau khi bàn thắng vàng được ghi
  - pen – sau khi loạt luân lưu kết thúc

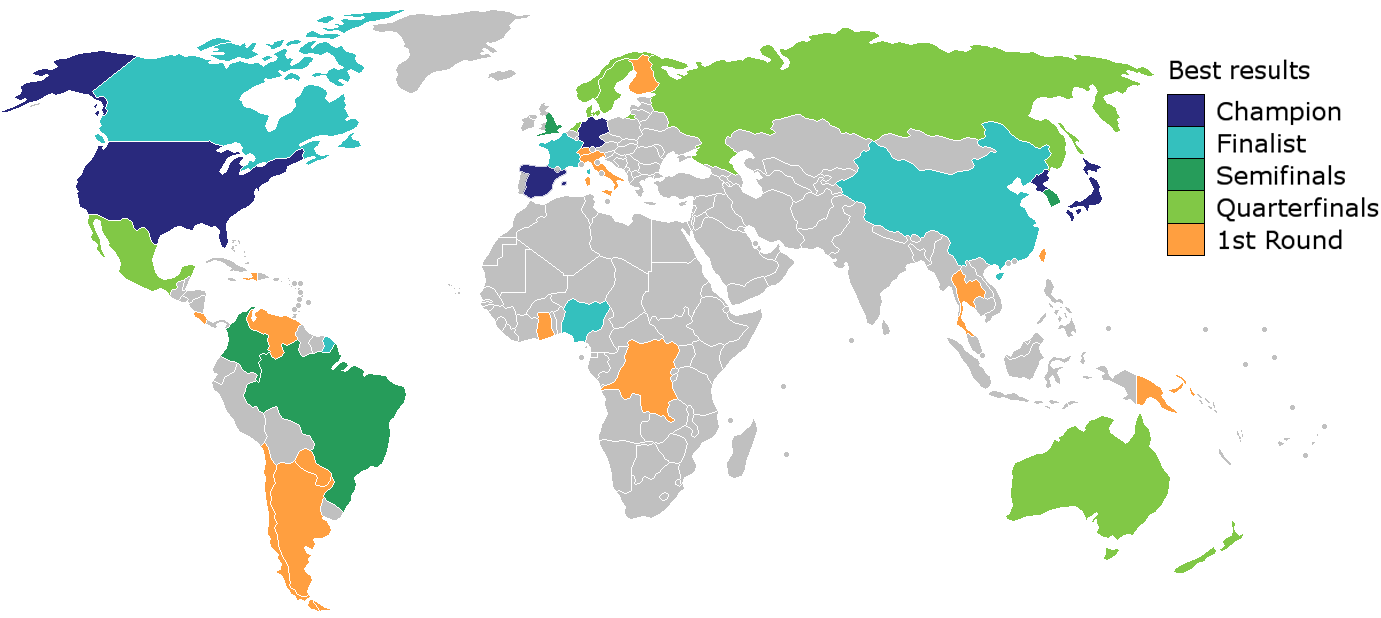
Kết quả tốt nhất của các đội tuyển

| Lần thứ | Năm  | Chủ nhà          | Chung kết           | Chung kết    | Chung kết           | Tranh hạng ba | Tranh hạng ba          | Tranh hạng ba       | Số đội tham dự |
| Lần thứ | Năm  | Chủ nhà          | Vô địch             | Tỷ số        | Á quân              | Hạng ba       | Tỷ số                  | Hạng tư             | Số đội tham dự |
| ------- | ---- | ---------------- | ------------------- | ------------ | ------------------- | ------------- | ---------------------- | ------------------- | -------------- |
| 1       | 2002 | Canada           | · Hoa Kỳ            | 1–0 b.t.v    | · Canada            | · Đức         | 1–1 (4–3) pen          | · Brasil            | 12             |
| 2       | 2004 | Thái Lan         | · Đức               | 2–0          | · Trung Quốc        | · Hoa Kỳ      | 3–0                    | · Brasil            | 12             |
| 3       | 2006 | Nga              | · CHDCND Triều Tiên | 5–0          | · Trung Quốc        | · Brasil      | 0–0 (s.h.p.) (6–5) pen | · Hoa Kỳ            | 16             |
| 4       | 2008 | Chile            | · Hoa Kỳ            | 2–1          | · CHDCND Triều Tiên | · Đức         | 5–3                    | · Pháp              | 16             |
| 5       | 2010 | Đức              | · Đức               | 2–0          | · Nigeria           | · Hàn Quốc    | 1–0                    | · Colombia          | 16             |
| 6       | 2012 | Nhật Bản         | · Hoa Kỳ            | 1–0          | · Đức               | · Nhật Bản    | 2–1                    | · Nigeria           | 16             |
| 7       | 2014 | Canada           | · Đức               | 1–0 (s.h.p.) | · Nigeria           | · Pháp        | 3–2                    | · CHDCND Triều Tiên | 16             |
| 8       | 2016 | Papua New Guinea | · CHDCND Triều Tiên | 3–1          | · Pháp              | · Nhật Bản    | 1–0                    | · Hoa Kỳ            | 16             |
| 9       | 2018 | Pháp             | · Nhật Bản          | 3–1          | · Tây Ban Nha       | · Anh         | 1–1 (4–2 pen)          | · Pháp              | 16             |
| 10      | 2022 | Costa Rica       | · Tây Ban Nha       | 3–1          | · Nhật Bản          | · Brasil      | 4–1                    | · Hà Lan            | 16             |
| 11      | 2024 | Colombia         | · CHDCND Triều Tiên | 1-0          | · Nhật Bản          | · Hoa Kỳ      | 2-1 (s.h.p.)           | · Hà Lan            | 24             |
| 12      | 2026 | Ba Lan           |                     |              |                     |               |                        |                     | 24             |

### Các đội đạt thành tích cao
| Đội               | Vô địch              | Á quân         | Hạng ba        | Hạng tư        |
| ----------------- | -------------------- | -------------- | -------------- | -------------- |
| Đức               | 3 (2004, 2010, 2014) | 1 (2012)       | 2 (2002, 2008) | –              |
| Hoa Kỳ            | 3 (2002, 2008, 2012) | –              | 1 (2004)       | 2 (2006, 2016) |
| CHDCND Triều Tiên | 2 (2006, 2016)       | 1 (2008)       | –              | 1 (2014)       |
| Nhật Bản          | 1 (2018)             | 1 (2022)       | 2 (2012, 2016) | –              |
| Tây Ban Nha       | 1 (2022)             | 1 (2018)       | —              | —              |
| Nigeria           | –                    | 2 (2010, 2014) | –              | 1 (2012)       |
| Trung Quốc        | –                    | 2 (2004, 2006) | –              | –              |
| Pháp              | –                    | 1 (2016)       | 1 (2014)       | 2 (2008, 2018) |
| Canada            | –                    | 1 (2002)       | –              | –              |
| Brasil            | –                    | –              | 2 (2006, 2022) | 2 (2002, 2004) |
| Hàn Quốc          | –                    | –              | 1 (2010)       | –              |
| Anh               | —                    | —              | 1 (2018)       | —              |
| Colombia          | –                    | –              | –              | 1 (2010)       |
| Hà Lan            | —                    | —              | —              | 1 (2022)       |

## Giải thưởng
- Nguồn: FIFA[1]

### Quả bóng vàng
Quả bóng vàng (Adidas Golden Ball) là giải thưởng dành cho cầu thủ xuất sắc nhất.
| Giải đấu              | Cầu thủ đoạt giải  |
| --------------------- | ------------------ |
| Canada 2002           | Christine Sinclair |
| Thái Lan 2004         | Marta              |
| Nga 2006              | Mã Hiểu Húc        |
| Chile 2008            | Sydney Leroux      |
| Đức 2010              | Alexandra Popp     |
| Nhật Bản 2012         | Dzsenifer Marozsán |
| Canada 2014           | Asisat Oshoala     |
| Papua New Guinea 2016 | Sugita Hina        |
| Pháp 2018             | Patricia Guijarro  |
| Costa Rica 2022       | Maika Hamano       |

### Chiếc giày vàng
Chiếc giày vàng được trao cho cầu thủ ghi nhiều bàn thắng nhất
| Giải đấu              | Cầu thủ đoạt giải                  | Bàn thắng |
| --------------------- | ---------------------------------- | --------- |
| Canada 2002           | Christine Sinclair                 | 10        |
| Thái Lan 2004         | Brittany Timko                     | 7         |
| Nga 2006              | Mã Hiểu Húc                        | 5         |
| Chile 2008            | Sydney Leroux                      | 5         |
| Đức 2010              | Alexandra Popp                     | 10        |
| Nhật Bản 2012         | Kim Un-Hwa                         | 7         |
| Canada 2014           | Asisat Oshoala                     | 7         |
| Papua New Guinea 2016 | Ueno Mami                          | 5         |
| Pháp 2018             | Georgia Stanway, Patricia Guijarro | 6         |
| Costa Rica 2022       | Inma Gabarro                       | 8         |

### Găng tay vàng
Chiếc găng tay vàng là giải thưởng dành cho thủ môn xuất sắc nhất.
| Mùa giải              | Cầu thủ đoạt giải |
| --------------------- | ----------------- |
| Chile 2008            | Alyssa Naeher     |
| Đức 2010              | Bianca Henninger  |
| Nhật Bản 2012         | Laura Benkarth    |
| Canada 2014           | Meike Kämper      |
| Papua New Guinea 2016 | Mylène Chavas     |
| Pháp 2018             | Sandy MacIver     |
| Costa Rica 2022       | Txell Font        |

### Giải phong cách FIFA
| Giải đấu              | Đội đoạt giải     |
| --------------------- | ----------------- |
| Canada 2002           | Nhật Bản          |
| Thái Lan 2004         | Hoa Kỳ            |
| Nga 2006              | CHDCND Triều Tiên |
| Chile 2008            | Hoa Kỳ            |
| Đức 2010              | Hàn Quốc          |
| Nhật Bản 2012         | Nhật Bản          |
| Canada 2014           | Canada            |
| Papua New Guinea 2016 | Nhật Bản          |
| Pháp 2018             | Nhật Bản          |
| Costa Rica 2022       | Nhật Bản          |

## Thành tích từng đội tuyển
| Đội               | 2002 (12) | 2004 (12) | 2006 (16) | 2008 (16) | 2010 (16) | 2012 (16) | 2014 (16) | 2016 (16) | 2018 (16) | 2022 (16) | 2024 (16) | Tổng |
| ----------------- | --------- | --------- | --------- | --------- | --------- | --------- | --------- | --------- | --------- | --------- | --------- | ---- |
| Argentina         | •         | •         | GS        | GS        | •         | GS        | •         | •         | •         | •         |           | 3    |
| Úc                | QF        | QF        | GS        | •         | •         | •         | •         | •         | •         | GS        |           | 4    |
| Brasil            | 4th       | 4th       | 3rd       | QF        | GS        | GS        | GS        | QF        | GS        | 3rd       |           | 10   |
| Canada            | 2nd       | QF        | GS        | GS        | •         | GS        | QF        | GS        | •         | GS        | Q         | 8    |
| Chile             | •         | •         | •         | GS        | •         | •         | •         | •         | •         | •         |           | 1    |
| Trung Quốc        | •         | 2nd       | 2nd       | GS        | •         | GS        | GS        | •         | GS        | •         |           | 6    |
| Đài Bắc Trung Hoa | GS        | •         | •         | •         | •         | •         | •         | •         | •         | •         |           | 1    |
| Colombia          | •         | •         | •         | •         | 4th       | •         | •         | •         | •         | QF        | Q         | 3    |
| Costa Rica        | •         | •         | •         | •         | GS        | •         | GS        | •         | •         | GS        |           | 3    |
| Đan Mạch          | QF        | •         | •         | •         | •         | •         | •         | •         | •         | •         | •         | 1    |
| CHDC Congo        | •         | •         | GS        | GS        | •         | •         | •         | •         | •         | •         |           | 2    |
| Anh               | QF        | •         | •         | QF        | GS        | •         | GS        | •         | 3rd       | •         | •         | 5    |
| Phần Lan          | •         | •         | GS        | •         | •         | •         | GS        | •         | •         | •         | •         | 2    |
| Pháp              | GS        | •         | QF        | 4th       | GS        | •         | 3rd       | 2nd       | 4th       | QF        |           | 8    |
| Đức               | 3rd       | 1st       | QF        | 3rd       | 1st       | 2nd       | 1st       | QF        | QF        | GS        |           | 10   |
| Ghana             | •         | •         | •         | •         | GS        | GS        | GS        | GS        | GS        | GS        |           | 6    |
| Haiti             | •         | •         | •         | •         | •         | •         | •         | •         | GS        | •         | ×         | 1    |
| Ý                 | •         | GS        | •         | •         | •         | GS        | •         | •         | •         | •         | •         | 2    |
| Nhật Bản          | QF        | •         | •         | QF        | GS        | 3rd       | •         | 3rd       | 1st       | 2nd       |           | 7    |
| México            | GS        | •         | GS        | GS        | QF        | QF        | GS        | QF        | GS        | QF        | Q         | 10   |
| Hà Lan            | •         | •         | •         | •         | •         | •         | •         | •         | QF        | 4th       |           | 2    |
| New Zealand       | •         | •         | GS        | GS        | GS        | GS        | QF        | GS        | GS        | GS        |           | 8    |
| Nigeria           | GS        | QF        | QF        | QF        | 2nd       | 4th       | 2nd       | GS        | QF        | QF        |           | 10   |
| CHDCND Triều Tiên | •         | •         | 1st       | 2nd       | QF        | QF        | 4th       | 1st       | QF        | ×         |           | 7    |
| Na Uy             | •         | •         | •         | GS        | •         | QF        | •         | •         | •         | •         | •         | 2    |
| Papua New Guinea  | •         | •         | •         | •         | •         | •         | •         | GS        | •         | •         | •         | 1    |
| Paraguay          | •         | •         | •         | •         | •         | •         | GS        | •         | GS        | •         |           | 2    |
| Nga               | •         | QF        | QF        | •         | •         | •         | •         | •         | •         | •         | •         | 2    |
| Hàn Quốc          | •         | GS        | •         | •         | 3rd       | QF        | QF        | GS        | •         | GS        |           | 6    |
| Tây Ban Nha       | •         | GS        | •         | •         | •         | •         | •         | QF        | 2nd       | 1st       |           | 4    |
| Thụy Điển         | •         | •         | •         | •         | QF        | •         | •         | GS        | •         | •         | •         | 2    |
| Thụy Sĩ           | •         | •         | GS        | •         | GS        | GS        | •         | •         | •         | •         | •         | 3    |
| Thái Lan          | •         | GS        | •         | •         | •         | •         | •         | •         | •         | •         |           | 1    |
| Hoa Kỳ            | 1st       | 3rd       | 4th       | 1st       | QF        | 1st       | QF        | 4th       | GS        | GS        | Q         | 11   |
| Venezuela         | •         | •         | •         | •         | •         | •         | •         | GS        | •         | •         |           | 1    |

Chú giải
- VĐ — Vô địch
- H2 — Á quân
- H3 — Thứ ba
- H4 — Thứ tư
- TK — Tứ kết
- V1 — Vòng 1 hoặc Vòng bảng
- •  — Không vượt qua vòng loại
- — Không tham dự / Bỏ cuộc
- XX — Quốc gia không tồn tại hoặc đội tuyển không thường xuyên thi đấu tại thời điểm đó
- — Chủ nhà
- q — Có mặt tại giải đấu sắp diễn ra